# 마스 사가
《마스 사가》(Mars Saga)는 1988년 웨스트우드 소시에이츠에서 최초로 개발한 게임이자 롤플레잉 게임으로 일렉트로닉 아츠로부터 유통되었다.